# Mercedes-Benz W125

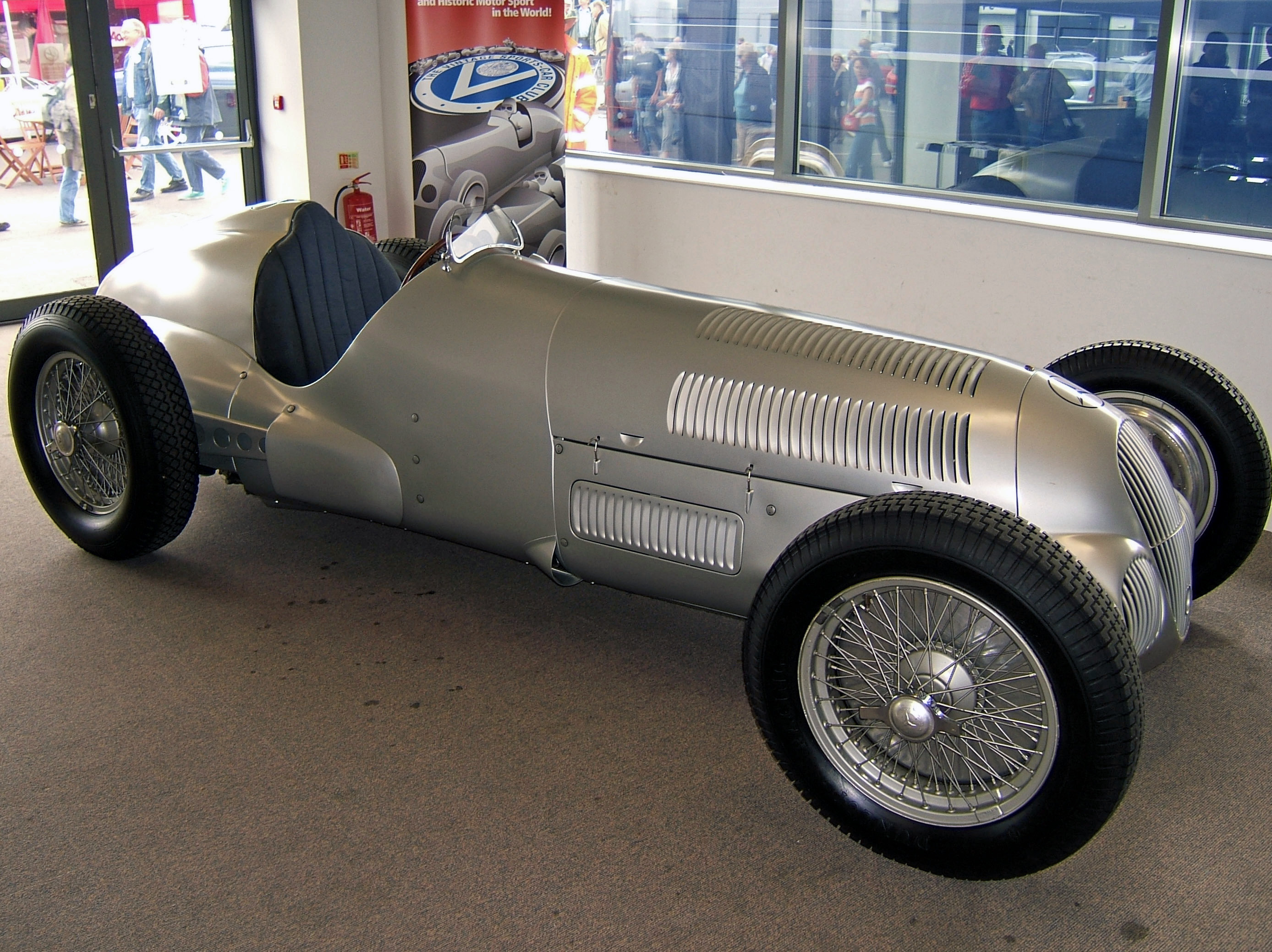
Mercedes-Benz W125.

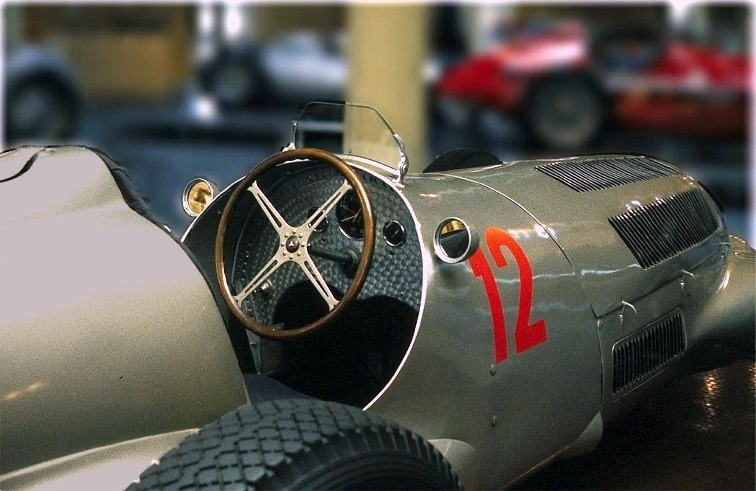
Puesto de conducción del W125.

El Mercedes-Benz W125 fue un automóvil de competición diseñado por Rudolf Uhlenhaut para participar en los Grandes Premios de 1937. Rudolf Caracciola ganó el Campeonato Europeo de Pilotos de ese año a sus mandos. También la segunda, tercera y cuarta posición se consiguieron con otros W125.

## Antecedentes
La temporada de 1936 fue complicada para Mercedes-Benz, el campeonato estuvo dominado por los Auto Union Tipo C y por los Alfa Romeo 8C/35. El W25 que tantos éxitos había cosechado en 1934 y 1935 perdía empuje ante sus rivales, los años empezaban a pesarle, la marca se retiró de la competición ya comenzada la temporada y concentró sus esfuerzos en el desarrollo del coche que usaría en 1937, el W125 con el que arrasaría el campeonato el año siguiente.
Las reglas de las competiciones de la época eran simples, solo había una limitación al diseño: el peso máximo en vacío tenía que ser inferior a los 750 kg, dentro de ese límite cada fabricante podía hacer lo que considerase oportuno, esa extrema libertad permitió alcanzar potencias asombrosas para la época con cifras en torno a los 600 CV. La Fórmula 1 no alcanzó potencias similares hasta casi cincuenta años después, a mediados de los años 80, con la llegada de los motores turbo.

## El diseño
El diseñador jefe del departamento de competición de Mercedes, Rudolf Uhlenhaut, consiguió introducir un enorme motor de 5,7 L con ocho cilindros en línea sobrealimentado por un compresor Roots, que con un peso de 220 kg representaba casi un tercio del peso del vehículo y a pesar de ello dejar la tara del coche en el límite permitido. El chasis de tipo tubular se construyó en una aleación de acero al níquel-cromomolibdeno lo que aumentó considerablemente la rigidez con respecto a su antecesor el W25 reduciendo el peso, por otra parte la carrocería estaba compuesta de ligeros paneles de aluminio. En cuanto a las suspensiones, de eje De Dion la trasera e independiente la delantera, se ablandaron considerablemente, con el fin de facilitar el agarre de las ruedas al suelo.

## El equipo

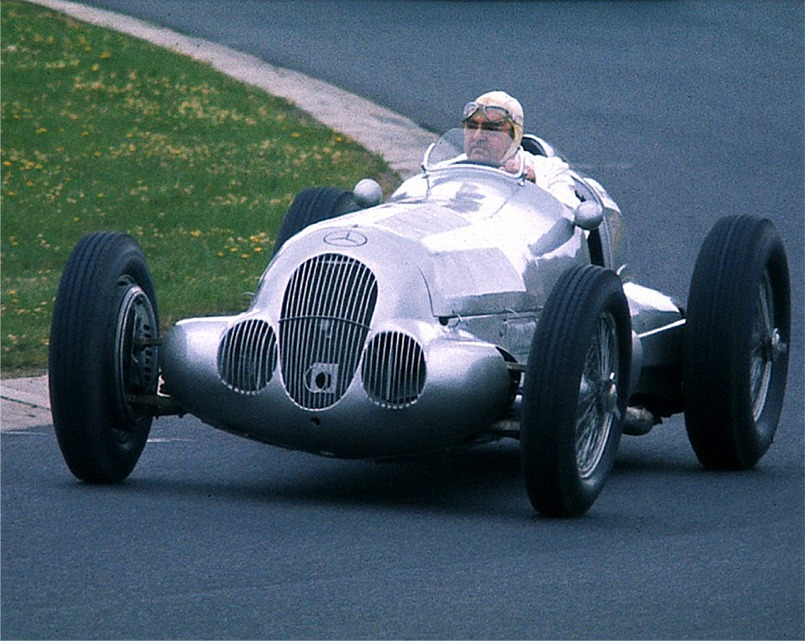
Hermann Lang mostrando un Mercedes-Benz W125, en Nürburgring, 1977. Lang condujo un W125, ganando en su debut.

Mercedes presentó para la temporada 1937 un potente equipo compuesto por Rudolf Caracciola, Manfred von Brauchitsch, Hermann Lang, Richard Seaman, Christian Kautz y Goffredo Zehender como suplente. El dominio del W125 fue total, de las cinco pruebas puntuables para el Campeonato Europeo (Bélgica, Alemania, Mónaco, Suiza e Italia) consiguió la victoria en cuatro ellas, copando en dos de ellas las tres primeras posiciones y en las dos restantes las dos primeras. Solo se les escapó el GP de Bélgica en el que diversos problemas mecánicos y accidentes hicieron que solo pudiesen acabar en tercera y cuarta posición. En cuanto a pruebas no puntuables también se obtuvo la victoria en los GP de Trípoli, GP de Checoslovaquia y en el AVUS alemán. Gracias a estos excelentes resultados cuatro pilotos a los mandos de sendos W125 encabezaron la clasificación final del campeonato, proclamándose Caracciola campeón.
Para el rapidísimo circuito AVUS, que prácticamente consistía en dos larguísimas rectas unidas por dos curvas peraltadas, se utilizó una versión especial del W125 dotado de un chasis más largo y carrocería aerodinámica, lo que se conoce como un streamliner, gracias a estas mejoras, le era posible conseguir la impresionante velocidad punta de 380 km/h, con una media por vuelta de 270 km/h. El vencedor de la prueba fue Hermman Lang a los mandos de su W125, seguido de cerca por los Auto Union.

## Nuevas normas
En 1938 cambiaron las normas de la competición limitando los motores a tres mil centímetros cúbicos comprimidos o de cuatro mil quinientos centímetros cúbicos atmosféricos por lo que el W125 quedó fuera de juego y fue sustituido por el nuevo W154, pero aun le quedaba una nueva hazaña que conseguir al W125, Mercedes preparó una unidad especial, el W125 Rekordwagen, montando sobre la base del W125 un poderoso motor V12 de 5,6 L sobrealimentado con dos compresores capaz de producir 736 CV, aparte del nuevo motor, la carrocería llevaba la aerodinámica al máximo en busca de la mayor velocidad posible. Con este bólido Rudolf Caracciola logró el 28 de febrero de 1938 el récord mundial de velocidad en carretera, consiguiendo alcanzar los 432,7 km/h, aunque resulte difícil de creer, dicho récord fue vigente por 79 años cuando a finales del 2017 el Koenigsegg Agera RS, consiguió la velocidad más grande obtenida en una carretera pública: 457,94 km/h.

## Ficha técnica
- País de origen: Alemania
- Periodo de fabricación: 1937

### Motor
- Disposición: delantero longitudinal
- Cilindrada: 5.660 cc
- Cilindros: 8 cilindros en línea
- Diámetro x carrera: 94,0 × 102,0 mm
- Compresión: 8,8 a 1
- Refrigeración: por agua
- Potencia/régimen: 592 CV 5.800 rpm
- Par/régimen: 926,0 Nm 3.000 rpm
- Potencia específica: 105 CV/L
- Alimentación: dos carburadores de succión
- Aspiración: compresor Roots
- Distribución: DOHC, cuatro válvulas por cilindro
- Combustible: mezcla de metanol, benzol y gasolina

### Transmisión
- Tracción: trasera
- Caja de cambios: manual de 4 velocidades

### Bastidor
- Carrocería: monoplaza de competición fabricada en aluminio
- Chasis: tubular de acero al níquel-cromomolibdeno
- Suspensión delantera: independiente, doble brazo con muelles y amortiguadores hidráulicos
- Suspensión trasera: eje De Dion con barras de torsión y amortiguadores hidráulicos
- Frenos: tambores de 400 mm a las cuatro ruedas

### Medidas
- Longitud/Anchura/Altura: 4.200/1.750/1.200 mm
- Vías y batalla: 1.473 (del)-1.412 (tras)/2.798 mm
- Peso en vacío: 750 kg
- Ruedas: 5,25×17 (del) / 7×19 (tras)

### Prestaciones
- Velocidad máxima: 330 km/h